# Il senso... di Alex
Il senso… di Alex è un album tributo che è stato pubblicato il 20 marzo 2012. Viene pubblicato a distanza di dieci anni dalla tragica scomparsa di Alex Baroni e ad incidere l'album sono stati vari artisti legati a Baroni tra cui anche l'allora compagna Giorgia. La raccolta raggiunge la quarta posizione nella classifica FIMI.

## Tracce
1. Alex Baroni - Arrivederci amore mio - 4:04
2. Claudio Baglioni - Ce la farò - 4:36
3. Giorgia - Viaggio - 3:40
4. Noemi - Cambiare - 4:31
5. Renato Zero - E il cielo mi prese con sé - 3:39
6. Mario Biondi - La voce della Luna - 4:09
7. Carmen Consoli - Voci di notte - 4:04
8. Amii Stewart - Onde - 4:03
9. Marco Mengoni - Scrivi qualcosa per me 3:36
10. Michele Zarrillo - Ultimamente - 4:27
11. Alex Britti - Pavimento liquido - 4:22
12. Luca Jurman - Solo per te - 4:36
13. Fabrizio Frizzi - Sei la mia canzone - 4:08
14. Gegè Telesforo - Parlo di te e di me 3:39
15. Gli amici di Alex - Male che fa male - 5:12

## Classifica italiana
| Classifica | Posizione più alta |
| ---------- | ------------------ |
| Italia     | 4                  |